# Zeitschrift für Kulturphilosophie
Die Zeitschrift für Kulturphilosophie (vormals Dialektik) wurde ab 2007 von Ralf Konersmann (Universität Kiel), John Michael Krois (†, Humboldt-Universität Berlin) und Dirk Westerkamp (Universität Kiel) beim Felix Meiner Verlag herausgegeben. Seit 2020 wird sie von Ralf Becker, Christian Bermes (beide Universität Koblenz-Landau) und Dirk Westerkamp (Universität Kiel) herausgegeben. Die Zeitschrift erscheint zweimal jährlich, dabei ist jedes Heft einem Schwerpunktthema gewidmet.

## Kurzbeschreibung
Die Zeitschrift für Kulturphilosophie verortet sich an der Schnittstelle zwischen Philosophie und Kulturwissenschaften. ‚Kultur‘ wird dabei als ein eigenständiger Begriff verstanden, dem sich die einzelnen Beiträge aus je unterschiedlichen Perspektiven zuwenden. Die Zeitschrift für Kulturphilosophie versteht sich als ein Organ, welches das (praktische) Einwirken auf die Kulturwirklichkeit mit der (theoretischen) Arbeit am Begrifflichen zu verbinden sucht. Damit überwindet sie akademische disziplinäre Grenzen ebenso wie solche zwischen verschiedenen Bereichen des öffentlichen Lebens.
Die Zeitschrift für Kulturphilosophie versammelt Beiträge, die sich als kritische Stimmen aus und zu dem kulturellen Geschehen verstehen und trägt dazu bei, Kontroversen einzuordnen. Mit der Fokussierung jedes Heftes auf je einen Schwerpunkt konturiert sie Debatten oder verhilft kulturrelevanten Themen zu einer Profilierung innerhalb des öffentlichen Diskurses.

## Erschienene Ausgaben
- 2021/2 Belonging – Zugehörigkeit
- 2021/1 Wohnen
- 2020/2 Logos
- 2020/1 Entfesselte Sprache?
- 2019/2 Hannah Arendt
- 2019/1 Morphologie
- 2018/2 Subjektivierung
- 2018/1 Digitalisierung
- 2017/2 Jüdische Philosophie
- 2017/1 Sprache und Gestalt
- 2016/2 Plessner
- 2016/1 Lügen
- 2015/1–2 Simmel
- 2014/2 Wahrheit
- 2014/1 Genesis, Geltung und Geschichte
- 2013/2 Technik
- 2013/1 Rhythmus und Moderne
- 2012/2 Radikalität
- 2012/1 Valéry
- 2011/2 Kulturalisierung
- 2011/1 Naturalisierung
- 2010/2 Scienza Nuova
- 2010/1 Brot und Spiele
- 2009/2 Cassirer
- 2009/1 Präsenz
- 2008/2 Hegel
- 2008/1 Interkulturalität
- 2007/2 Kulturkritik
- 2007/1 Fortschritt in den Kulturwissenschaften?